# The Duchess of Hamptonshire
The Duchess of Hamptonshire is een kort verhaal van de Engelse schrijver Thomas Hardy. Het verscheen voor het eerst in Groot-Brittannië in het vrij onbekende weekblad Light onder de titel "The Impulsive Lady of Croome Castle". Het verhaal bestond in die versie uit twee delen, die werden opgenomen in de edities van 6 en 13 april 1878. In de Verenigde Staten verscheen het, onder dezelfde titel en met dezelfde indeling, in Harper's Weekly op 11 en 18 mei van dat jaar.
Een iets andere versie van hetzelfde verhaal verscheen zes jaar later in het Amerikaanse blad The Independent. Ook daar bestond het uit twee hoofdstukken, die beide in dezelfde editie, van 7 februari 1884, werden afgedrukt. De titel in dat nummer luidde "Emmeline; or, Passion versus Principle".
Het verhaal werd vervolgens opgenomen in de bundel A Group of Noble Dames die in 1891 werd uitgebracht in Groot-Brittannië en de Verenigde Staten. Het is in deze opzet het negende van de tien verhalen in de als raamvertelling gepresenteerde bundel en kreeg hier de uiteindelijke titel "The Duchess of Hamptonshire". De indeling in twee hoofdstukken is hierbij achterwege gelaten.
Onderzoek heeft uitgewezen dat Hardy daadwerkelijk drie verschillende versies heeft geproduceerd in de volgorde waarin ze werden gepubliceerd. De versie in The Independent was een langere bewerkte versie van de eerste publicatie. Voor de verhalenbundel combineerde hij de twee versies, waarbij de opzet van 1878 de basis vormde voor het eerste en die van 1884 voor het tweede deel.
Een ander opmerkelijk feit in de publicatiegeschiedenis is dat in de eerste versie de hoofdpersoon wordt geïntroduceerd als zijnde 'Lady Saxelbye of Croome Castle'. Wellicht om wat variatie aan te brengen voor de tweede publicatie kreeg zij daar de aanduiding 'Lady Emmeline of Stroome Castle'. In de uiteindelijke versie werd het de hertogin van Hamptonshire van Batton Castle.

## Het verhaal
De hertog van Hamptonshire is een grote, wat ongepolijste en soms grofgebekte edelman met veel macht over zijn minderen. De tweede in positie in de parochie is de strenge geestelijke, dominee Oldbourne, die wordt bijgestaan door de jonge en aantrekkelijk hulppredikant Alwyn Hill. De dominee heeft een schone, ontluikende, maar nog wat verlegen dochter genaamd Emmeline. De hertog is zeer ingenomen met de verschijning van het meisje. Als de dominee bemerkt dat er iets moois lijkt te ontstaan tussen zijn dochter en Mr. Hill steekt hij hier een stokje voor en zorgt ervoor dat de jongeman uit de parochie verdwijnt. Niet lang daarna vindt het huwelijk plaats tussen Emmeline en de hertog. Ondanks haar nieuw verworven rijkdom en positie is Emmeline echter zeer ongelukkig en voortdurend denkt ze aan haar geliefde Alwyn Hill. De situatie wordt erger als haar man haar met steeds meer achterdocht benadert, in de overtuiging dat zij nog steeds contact heeft met Hill, wat niet het geval is. Zodra zij echter verneemt dat de verdrietige jongeman het land wil verlaten om naar Amerika te gaan, laat ze hem komen en smeekt hem haar mee te nemen. Hoewel zijn liefde voor Emmeline groot is kan hij er vanuit zijn geweten en geloof niet mee instemmen en vertrekt drie dagen later per boot uit Plymouth.
De overtocht, zo zegt de verteller, verloopt zoals gewoonlijk: er is een storm, er is een windstilte, er raakt iemand te water, er wordt een kind geboren, er overlijdt een passagier, waarbij Hill als enige geestelijke aan boord wordt gevraagd de rouwdienst te leiden. Hij vestigt zich na aankomst in Boston, waar hij aan het werk gaat als schoolmeester en later opklimt tot professor. Hij doet zijn werk met toewijding, maar Emmeline blijft voortdurend in zijn gedachten. Negen jaren verstrijken als op een dag zijn oog valt op een bericht in een oude Engelse krant, waarin wordt vermeld dat de hertog van Hamptonshire is overleden. Zijn hart springt op maar het duurt vanwege zijn werk nog vier maanden voor hij terug kan reizen naar Engeland en Emmeline. Daar aangekomen merkt hij dat er voorbereidingen gaande zijn voor het jaarlijkse feest dat de hertog altijd gaf voor de omwonenden, een traditie doe wordt voortgezet door zijn weduwe die ondanks haar recente verlies toch het bal zal willen openen. Alwyn Hill spoedt zich erheen, waar hij tot de ontdekking komt dat de hertogin niet zijn Emmeline is. Bij navraag wordt hem duidelijk dat zij de tweede vrouw was van de hertog en dat de eerste al lang geleden is verdwenen, kennelijk samen met de hulppredikant van destijds. Als Alwyn op onderzoek uitgaat wordt het hem steeds duidelijker dat Emmeline in haar wanhoop en verlangen inderdaad in zijn kielzog is vertrokken. Hij schrijft zelfs de kapitein van het schip aan, die antwoordt dat hij zich de reis nog herinneren kan en de situatie waarin een jonge geestelijke de noodzakelijkerwijs snelle begrafenis leidde van een pas aan een besmettelijke ziekte overleden vrouwelijke passagier. Alwyns verdere onderzoek bevestigt dat het zonder twijfel Emmeline moet zijn geweest die hij destijds de laatste eer heeft bewezen. Een stille en onvervulde romance van tien jaar lang verschrompelt voor zijn ogen. Hij verlaat Engeland om er nooit meer terug te keren.